# Guarañoca
Guarañoca (Guaranyoca), jedno od glavnih plemena zamucoan Indijanaca iz bolivijskog Chaca. Njihovi suvremeni potomci današnji su Ayoreo Indijanci u čijem stvaranju učestvuju još neke sjeverne Zamuco skupine, pa se po dijalektima razlikuju Tsiracua i Morotoco. Kultura je pripadala području Chaca. 
Izvorni dom Guarañoca nalazi se podno južnih obronaka planina santiago. U prvoj polovici 18. srtoljeća dio ih je pokršten i ti su završili s Tapii i Chiquito Indijancima na misiji Santiago de Chiquitos. Oni što nisu prihvatili kršćanstvo ostali su neprijateljski raspoloženiprema bijelcima te su neprestano napadali na oklne rančeve i farme San José, Santiago, Santo Corazón i San Rafael. Prema jednom dommmorodačkom informantu, ovh neprijateljskih skupine bilo je nekoliko, jedna je živjela 12 do do liga od Santiaga; druga je živjela kod Salinas de Santiaga i San Joséa izvala se Salineros; treća kod rijeke San Miguel nazivana je Migueleño; četvrta u Monte Grande; i peta je lutala oko rijeke Paraguay.